# Centre «Brama Grodzka – Teatr NN»
Le centre « Brama Grodzka – Teatr NN  » est une institution culturelle de Lublin. Le centre se trouve dans la porte Grodzka (en polonais: Brama Grodzka), aussi connue comme la Porte juive, qui était un passage entre la partie chrétienne et la partie juive de la ville. L’organisation se concentre sur les questions de patrimoine culturel, en particulier le passé judéo-polonais de Lublin.

## L’histoire et l'activité théâtrale du centre
Teatr NN (fr. Théâtre NN) a commencé son activité en 1990 au sein du le Groupe théâtral de Lublin qui a ce moment-là occupait le bâtiment de la porte Grodzka et des bâtiments adjacents. La partie « NN » dans son nom est une abréviation du latin nomen nescio - « je ne connais pas le nom ». Les membres du théâtre suivaient une tradition théâtrale antique consistant à préserver l'anonymat des acteurs qui avaient travaillé ad maiorem Dei gloriam.
Le bâtiment était en très mauvais état. De plus, dans les années 1990, la Vieille Ville de Lublin était dangereuse et habitée principalement par des marginaux.
Dans les premières années, les membres du théâtre faisaient les réparations par eux-mêmes. En 1994, le gouvernement local a acheté les bâtiments au propriétaire privé et attribué un budget aux réparations,. En raison des travaux, le théâtre n'a pas pu donner de spectacles jusqu'à l'année 2000.
En 1998, le théâtre est devenu une organisation séparée et indépendante et a reçu son nom actuel : le centre « Brama Grodzka - Teatr NN ». Sur le logo du centre, on peut voir les silhouettes de Don Quichotte et Sancho Panza devant la porte Grodzka. C’est une allusion au tableau « Don Quichotte à la rue Grodzka » par Juliusz Kurzątkowski,.
À ses débuts, le théâtre mettait en scène des pièces inspirées d’œuvres de Kafka, Hrabal et d’autres auteurs. Comme l’a expliqué Tomasz Pietrasiewicz, l’adaptation littéraire du roman « Moby Dick » d’Herman Melville, jouée sur scène en juin 1995, a été un adieu à une certaine période de la vie théâtrale du producteur. Quand, après une longue pause, il est retourné à la direction du théâtre, l’accent s’est tourné vers la narration de l’histoire. Un nouveau spectacle a été mis en scène le 28 avril 2001. C'était « Był sobie raz » (fr. Une fois).

## Exposition «Lublin. Mémoire de l’endroit»
Le centre a accueilli de nombreuses expositions, bien que sa structure, caractérisée par une série de couloirs étroits, quelque impasses, soit loin d’être un lieu parfait pour une exposition « typique ». Ainsi, leurs créateurs ont dû « adapter » les éléments des expositions à l'espace disponible.
En 2010, avec le soutien financier du ministère de la Culture et du Patrimoine National de la Pologne, l’exposition « Lublin. Mémoire de l’endroit » (en polonais: Lublin. Pamięć Miejsca) a été lancée et fonctionne depuis. Elle comprend des objets de l’exposition précédente « Portrait de l’endroit » (en polonais: Portret Miejsca) et est enrichie par du matériel multimédia. Dans une des salles des visiteurs peuvent voir un « mur des voix » - des boîtes avec un système de haut-parleurs. En appuyant sur les boutons, les visiteurs peuvent écouter des récits sur le vieux Lublin - ses odeurs, ses goûts et ses sons. Les enregistrements utilisés dans cette partie de l’exposition ont été collectés dans le cadre du projet « Histoire orale » (en polonais: Historia Mówiona).
En regardant dans de nombreuses « photoplasticons » (vues stéréoscopiques), qui accompagnent les visiteurs tout au long de l'exposition, on peut voir des images de Lublin de l'entre-deux-guerres. En outre, une salle est dédiée aux victimes de la Shoah avec soixante-dix photographies en couleur du ghetto de Lublin, prises par un soldat allemand, Max Kirnberger. En 2012, de nouvelles photos ont été ajoutées à la galerie. Elles ont été retrouvées sous le toit du bâtiment du Rynek 4 lors de sa rénovation. 2 700 négatifs de photographies sur verre ont été découverts, enveloppés dans du papier et des chiffons. Les propriétaires de la maison les ont confiés à « Brama Grodzka » pour dix ans. En 2015, l’auteur des photos a été identifié. Il s’appelait Abram Zylberberg,.
Une salle séparée est consacrée aux « Justes parmi les nations » de la région de Lublin (des personnes qui avaient sauvé des Juifs pendant la Shoah). C'est un lieu où les visiteurs peuvent lire leurs histoires personnelles et écouter leurs souvenirs. Un autre élément remarquable de l’exposition est un modèle de la Vieille Ville telle que dans les années 1930 avec des représentations de 840 bâtiments : des hôtels, des boutiques, des synagogues, etc.,

## Activités historiques et éducatives de «La porte Grodzka - Théâtre NN»
« Les Juifs qui viennent ici nous demandent: pourquoi faites-vous cela ? Après tout, vous n'êtes pas juifs, mais polonais, et la ville juive n'est pas votre histoire.
Les Polonais nous demandent: pourquoi faites-vous cela ? Après tout, vous êtes polonais et la ville juive n’est pas notre histoire. Peut-être que vous êtes juifs ?
Nous expliquons patiemment qu'il s'agit de notre histoire commune, juive et polonaise. Pour se souvenir des Juifs tués, on n'a pas besoin d'être juif.
Dans le monde où nous vivons, on a besoin de plus de telles portes. Pas seulement entre les Juifs et les Polonais. »

### «Poème sur l’endroit»

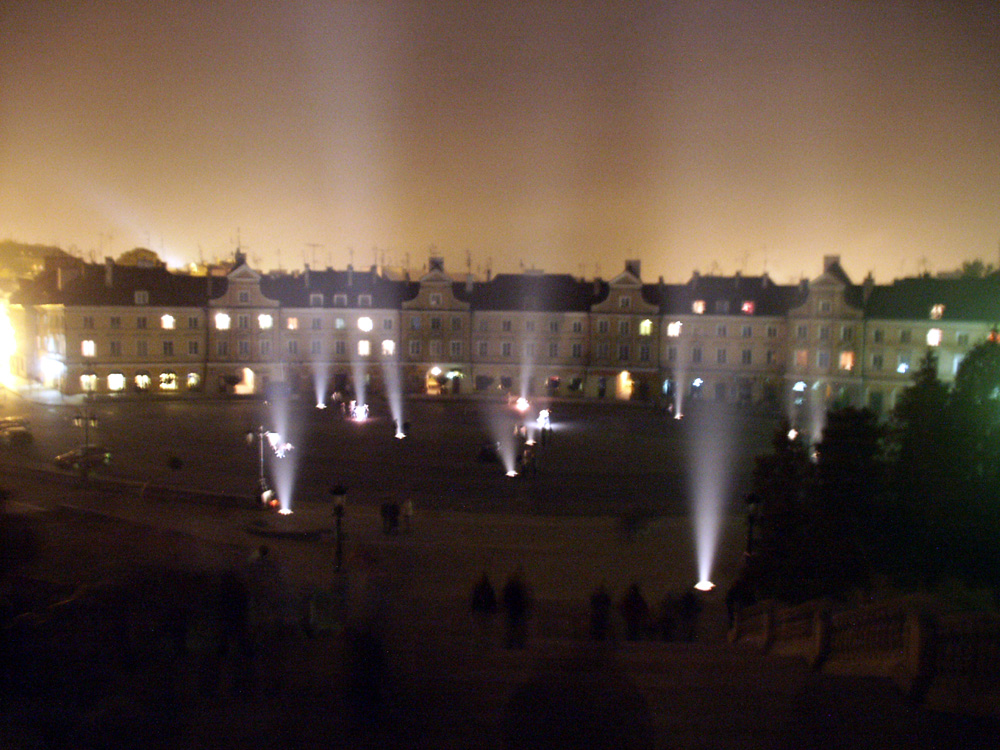
Place Zamkowy pendant l'événement

Le quartier juif existait autour du château de Lublin depuis la fin du XIVe siècle jusqu'à ce qu'il soit détruit par les nazis en novembre 1943 après la liquidation du ghetto de Lublin. De nos jours, une gare routière et des pelouses occupent sa place, alors que la rue principale de l’ancien quartier juif - rue Szeroka - a cédé la place à un parking asphalté.
Afin d’éviter l’oubli de la vie juive qui y existait, le centre a organisé le mystère de la mémoire « Poème sur l’endroit » (en polonais: Poemat o Miejscu) deux fois - en 2002 et en 2004. Sur le territoire de l’ancien quartier juif, les lumières se sont éteintes, créant un contraste avec les autres parties de la ville où la vie quotidienne continuait. Partant à la porte Grodzka, les participants de cet événement allaient à la synagogue Maharszala, qui n'existe plus. Sur la route, des colonnes de lumière venaient des bouches d'égout à ciel ouvert et des voix résonnaient dans les rues (les enregistrements des récits racontés par les détenus de la prison du château de Lublin et les habitants de la ville, témoins du fonctionnement et de la liquidation du ghetto). En se rapprochant de l'avenue Tysiąclecia, les participants pouvaient aussi entendre les voix des haut-parleurs à la gare routière. Parvenus à la synagogue, les participants apercevaient que leur route était bloquée par un rideau noir.
En 2004, un autre symbole du quartier juif est apparu à Lublin. Une lanterne, qui y est restée depuis l’époque d’avant-guerre (maintenant adaptée à l’électricité), est installée rue Podwale. Elle a été allumée pendant la deuxième mystère de la mémoire « Poème sur l’endroit » et est toujours allumée jour et nuit incarnant la présence juive dans la région.

### «Une terre - deux temples»

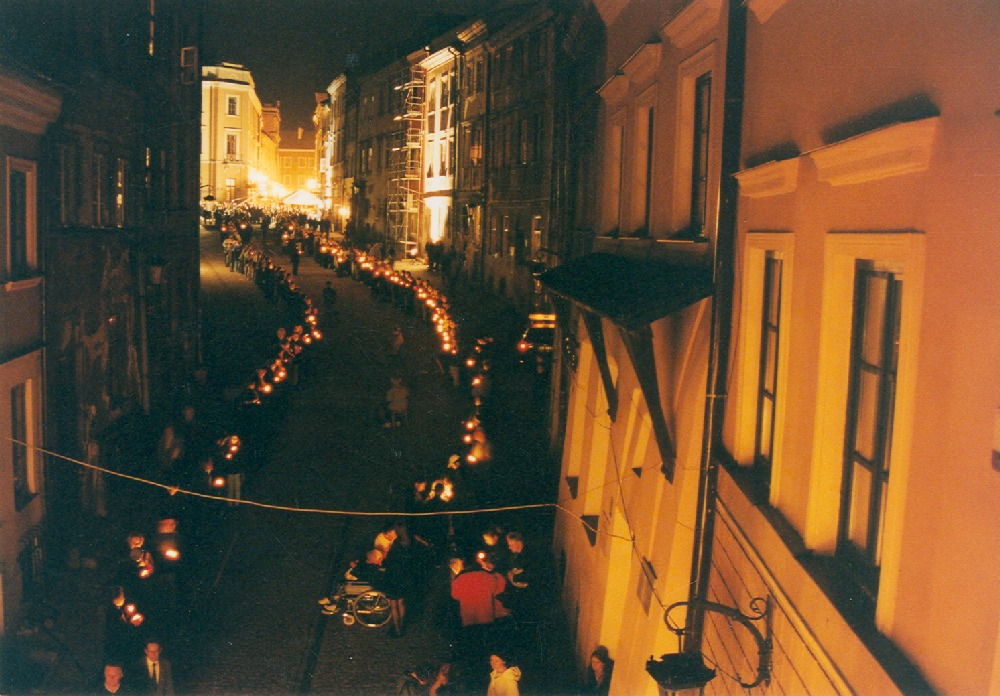
Rue Grodzka pendant le mystère de la mémoire

Le mystère de la mémoire « Une terre - deux temples » (en polonais: Jedna Ziemia - Dwie Świątynie) a été organisé dans le cadre du Congrès de la culture chrétienne, tenu à Lublin du 15 au 17 septembre 2000. Il s'agissait d'une événement avec environ deux mille participants. Le rabbin de Pologne, Michael Schudrich, a ramassé dans un pot, de la terre venant du lieu où se trouvait la synagogue Maharszala . Józef Życiński, l’archevêque de Lublin, a rassemblé dans un autre pot de la terre du lieu où se trouvait l'église Saint-Michel. Ensuite, ces deux pots ont été passés de main en main - les catholiques étaient représentés par la jeunesse de Lublin et les Justes parmi les nations, les Juifs étaient représentés par les survivants juifs de la Seconde Guerre mondiale et par les jeunes d'une ville-jumelle de Lublin, Rishon LeZion. Au passage de la porte Grodzka, un lieu symbolique de l'unité des cultures chrétienne et judaïque, le sol de deux pots a été mélangé dans un grand tonneau par un enfant catholique et un enfant juif et le professeur de l'Université catholique de Lublin, Romuald Jakub Weksler-Waszkinel. Ensuite, une vigne a été plantée dans ce tonneau.
Ce n’est pas par hasard que le professeur Weksler-Waszkinel avait été choisi pour cet événement. C'est un prêtre catholique qui, à l'âge de trente-cinq ans, a appris de sa mère qu'il n'était pas son enfant biologique mais qu'il était d'origine juive et né dans un ghetto. Plus tard, il a réussi à trouver les noms de ses parents biologiques et à ajouter à son nom polonais (Romuald Weksler) le nom de son père (Jakub Waszkinel). Bien que Weksler-Waszkinel se perçoive comme un Juif, il continue à exercer les fonctions de prêtre catholique. De plus, Romuald Jakub Weksler-Waszkinel participe activement à diverses activités visant à réconcilier les différents peuples et religions,.

### Henio Żytomirski

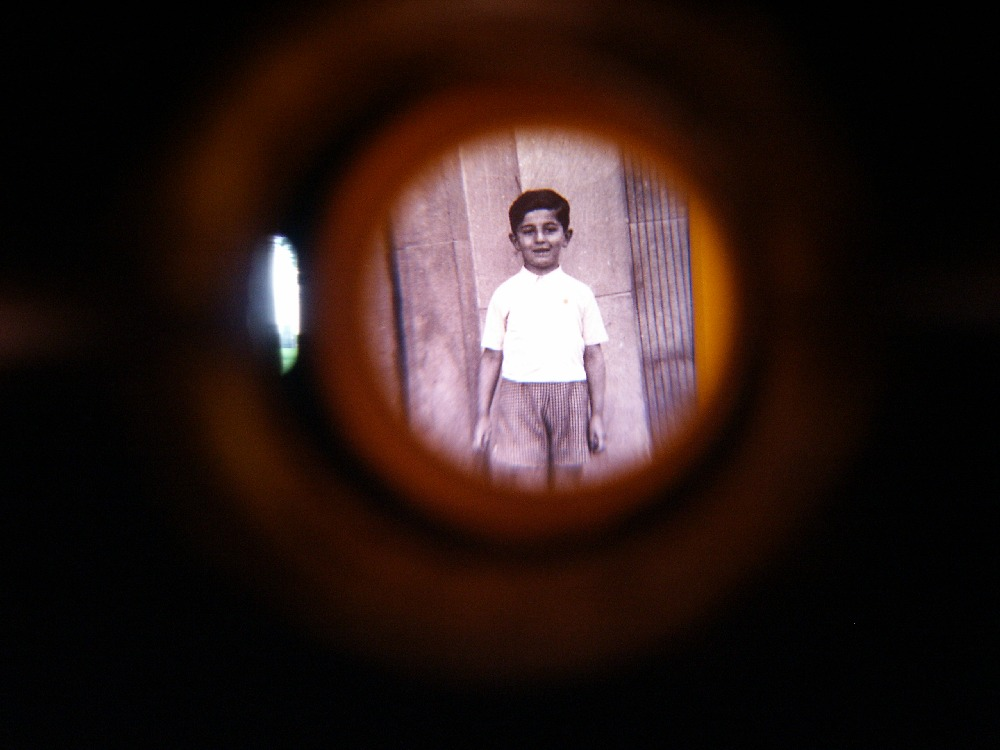
Une diapo montrant Henio à une exposition organisée par « Brama Grodzka - Teatr NN »

Henio Żytomirski est un garçon juif né et élevé à Lublin. À l'âge de neuf ans, il a été exécuté dans une chambre à gaz du camp de concentration de Majdanek.
Une partie de l'exposition à « Brama Grodzka - Teatr NN » lui est consacrée. Le centre organise aussi différents événements commémoratifs tel que « Lettres à Henio » (en polonais : Listy do Henia).

### «Promenade avec Czechowicz»

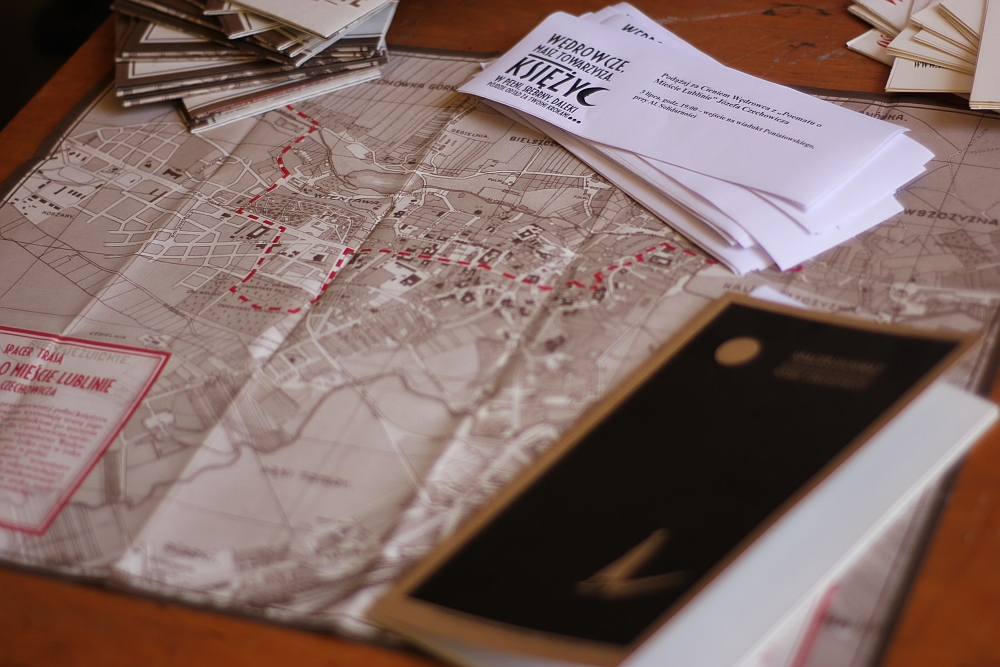
Itinéraire de « Promenade avec Czechowicz »

« Brama Grodzka - Teatr NN » organise régulièrement des événements pour commémorer la mémoire de Józef Czechowicz, un poète moderniste de Lublin. Depuis 2003, à l'initiative du professeur Władysław Panas et de Tomasz Pietrasiewicz, lorsque la lune est pleine en juillet, le centre organise une promenade dans la ville - « Promenade avec Czechowicz » (en polonais: Spacer z Czechowiczem). La promenade est dédiée en particulier au poème « Poemat o mieście Lubline » (fr. Poème sur la ville de Lublin). Les participants de l'événement suivent l'itinéraire du narrateur du poème. La promenade se termine près de l'église de Saint-Nicolas sur Czwartek.
L'idée de faire des promenades dans les lieux liés à un auteur particulier a été adoptée par d'autres institutions culturelles et s'est répandue au-delà de Lublin. En 2004, à Drohobytch, il y a eu pour la première fois une promenade dans les lieux liés à Bruno Schulz, avec lecture des fragments de sa prose en ukrainien et en polonais. Une telle promenade nocturne pendant le festival consacré à Schulz est devenue traditionnelle.

### Anna Langfus

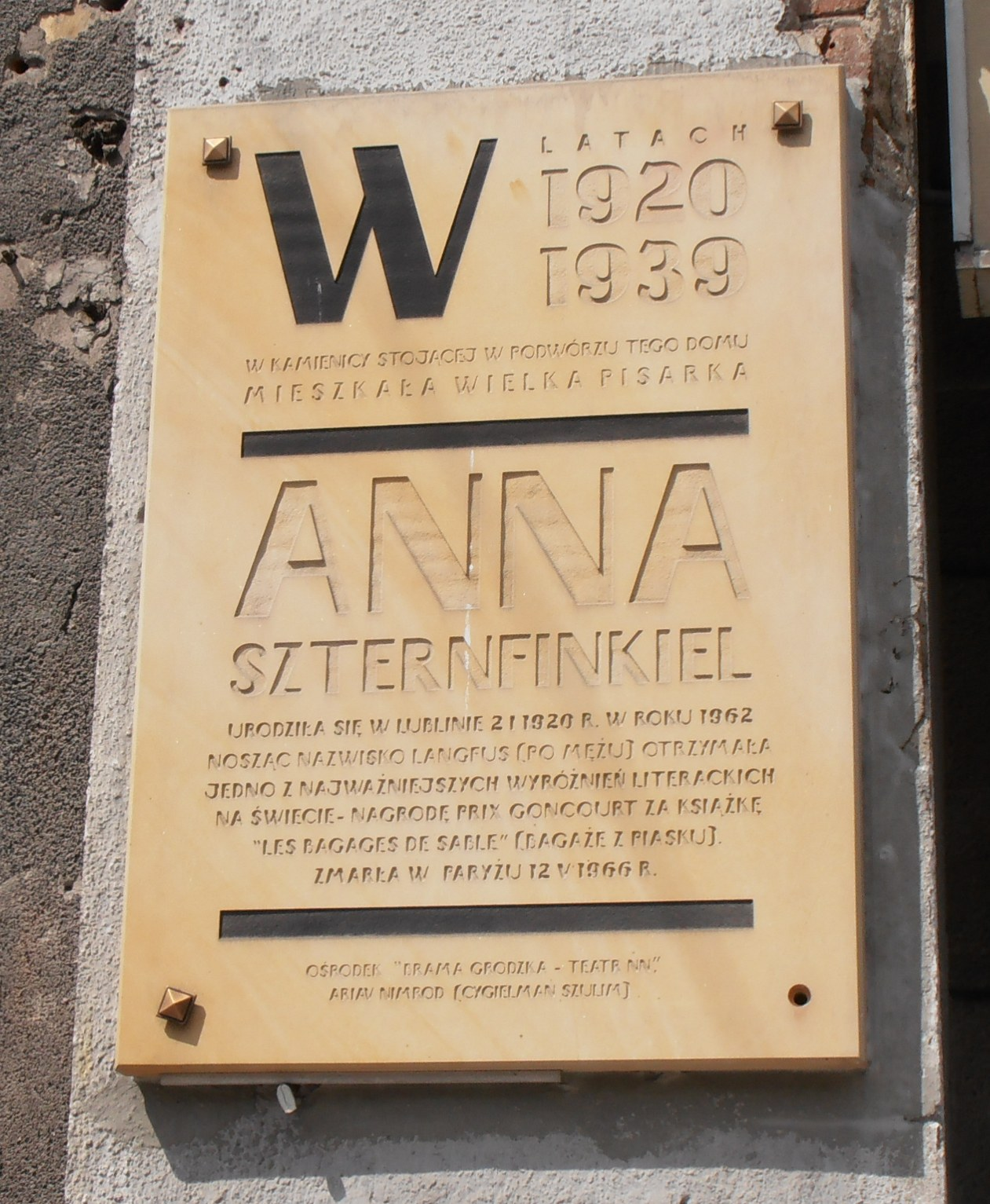
Plaque commémorative

Le centre mène aussi des activités pour commémorer Anna Langfus, une écrivaine et lauréat du prix Goncourt venant de Lublin, et populariser ses œuvres.
En 2007, un film sur la vie d’Anna Langfus a été produit. Il a été mis en scène par Robert Kaczmarek dans le cadre de la série « Errata do biografii ». L'épisode a été créé en coopération étroite avec « Brama Grodzka - Teatr NN », grâce à l’engagement de Tomasz Pietrasiewicz et des bénévoles et l’usage de matériaux rassemblés par le centre.
Le 3 janvier 2008 à l'initiative de « Brama Grodzka - Teatr NN », une plaque commémorative a été installée sur le mur du 24 rue Lubartowska (la maison portait à l'époque le numéro 18). Sur la plaque il est écrit :
« Dans les années 1920-1939 la grande écrivaine Anna Sternfinkiel vivait dans l’immeuble situé dans la cour de cette maison. Elle est née à Lublin le 2 janvier 1920. En 1962, sous le nom de Langfus (son nom d'épouse) elle a reçu l’une des distinctions littéraires les plus importantes du monde : le prix Goncourt pour son livre « Les Bagages de sable ». Elle est décédée à Paris le 12 mai 1966. »
Le 19 février 2008, grâce aux efforts de « Brama Grodzka », la traduction du premier roman d’Anna Langfus, « Le Sel et le Soufre » (« Skazana na życie »), a été publié. C’est la première fois qu'une œuvre de l'écrivaine a été publiée en polonais,. Le roman avait reçu le prix Charles Veillon en 1960.
Le centre a aussi coopéré avec Jean-Yves Potel, un écrivain français, un professeur d'université et l’ancien conseiller culturel de l’Ambassade de France à Varsovie. Grâce à cette collaboration, Jean-Yves Potel a écrit une biographie d’Anna Langfus.
Le 27 mars 2013, « Brama Grodzka » a dédié le 34-ème numéro de la revue « Scriptores » à l'écrivaine. Il est le résultat de quelques ans de recherche des traces d’Anna Langfus en Pologne, France, Belgique, Israël et Italie et contient de nombreux matériaux incluant des photos, des lettres et des documents concernant la vie et l'activité créatrice de l'écrivaine.
«  Dwutygodnik », un magazine culturel polonais, a écrit:
«  Seulement le centre culturel indépendant « Brama Grodzka – Teatr NN » à Lublin ne nous permet d’oublier Anna Langfus. Grâce aux efforts de cette institution, les oeuvres et les souvenirs d’Anna Langfus, les photos, les documents, les études et les critiques ont été rassemblés dans une archive virtuelle largement disponible. »

## Départements séparés de «Brama Grodzka - Teatr NN»

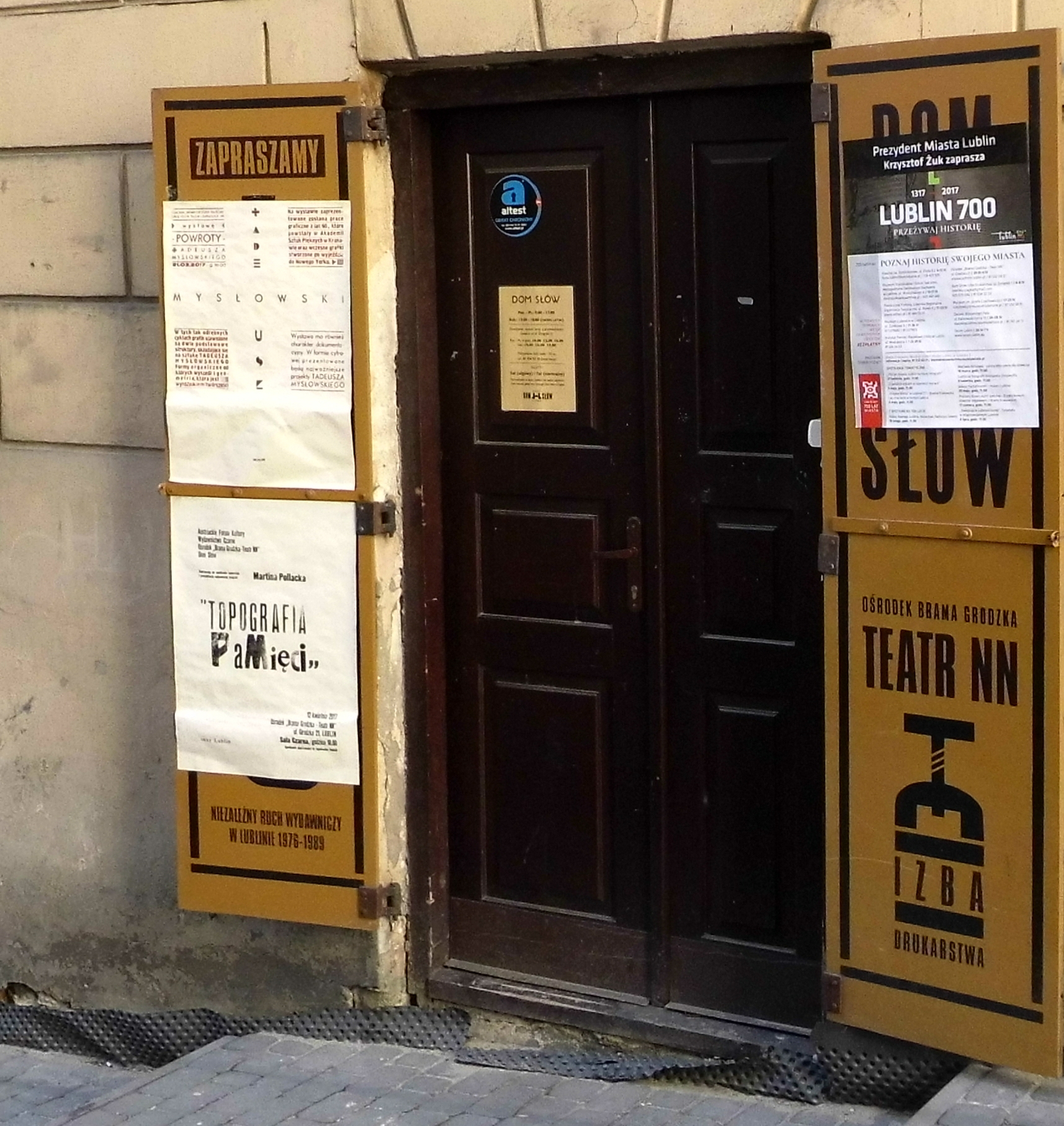
Entrée à la « Maison des mots »

La Route souterraine de Lublin (en polonais: Lubelska Trasa Podziemna) est l’un des départements de « Brama Grodzka » ouvert aux visiteurs depuis 2006. C’est une route touristique et pédagogique de 280 mètres de long, qui s'étend sous les maisons de la vieille ville des XVIe et XVIIe siècles. Son point de départ est l’ancien hôtel de ville, elle se continue sous les rues Złota et Archidiakońska et se termine sur Plac Po Farze. Sur la route des visiteurs il y a quatorze salles d'exposition avec des modèles différents, montrant l'histoire de Lublin depuis le VIIIe siècle. Le point culminant de la route est une grande maquette multimédia du grand feu de Lublin en 1719.
Le musée de l’imprimerie « Maison des mots » (en polonais: Dom Słów) se trouve au 1 rue Zmigród et est un autre département séparé de « Brama Grodzka - Teatr NN ». Il a été créé en 2006. Initialement, il s’appelait « Chambre d’imprimerie » (Izba Drukarstwa en polonais). L'institution a été ouverte pour la deuxième fois le 3 octobre 2014. Une exposition renouvelée accorde une attention particulière à la valeur des mots - imprimés et oraux - dans la vie sociale et la culture. « Maison des mots » montre à ses visiteurs toutes les étapes majeures du processus de création d'un livre: la mise en page, l’impression d'images, la typographie, etc. Certaines activités de l'institution visent à souligner le rôle de la « liberté de la parole » comme un marqueur des changements sociaux. De nombreux ateliers sont organisés dans « Maison des mots » pour populariser la lecture.